# Theudebert I.

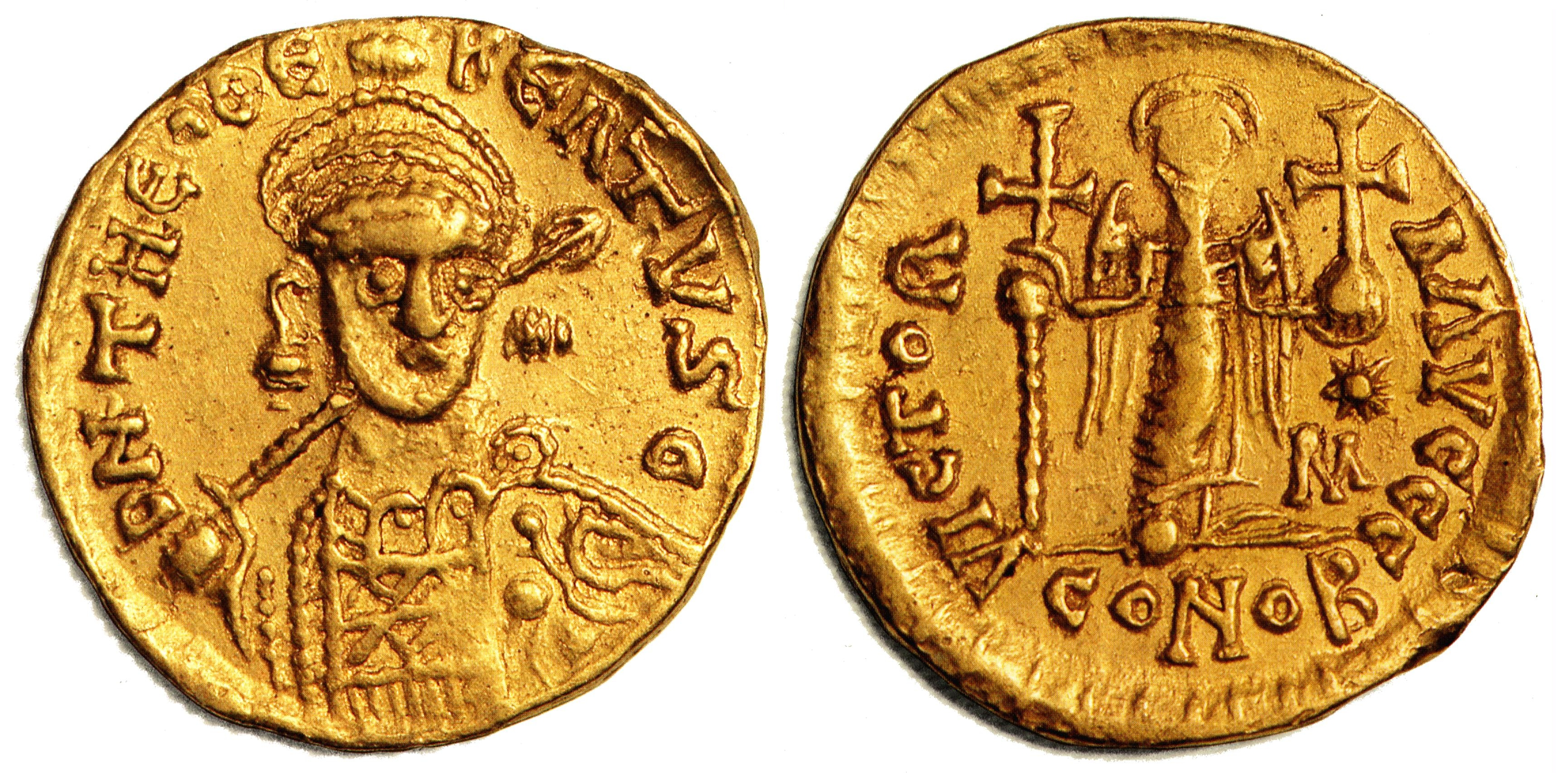
Gold-Solidus Theudeberts nach oströmischem Vorbild, um 534

Theudebert I. (* wohl zwischen 495 und 500; † Ende 547 oder Anfang 548) war ein merowingischer rex bzw. König der Franken. Er herrschte von 533 bis zu seinem Tod in dem Reichsteil, der später als Austrasien bezeichnet wurde, über die Franken und residierte in Reims.

## Jugend und Regierungsantritt
Theudebert war der einzige Sohn von Theuderich I. Seine Mutter war Theuderichs erste Gemahlin Suavegotta, die wohl gotischer Herkunft war.
Theudeberts erste überlieferte Taten waren militärische Aktionen, die er im Auftrag seines Vaters durchführte. Dabei ging es um die Abwehr eines „dänischen“ Flottenangriffs, um Beteiligung an einem Feldzug gegen den Kriegerverband der Thüringer, wobei Theudebert schon eine eigene Streitmacht befehligte (→ Schlacht an der Unstrut), und dann 532 und 533 um die Zurückeroberung von civitates – in der Spätantike waren dies in Gallien teils einfache Siedlungskammern mit einer zentralen Festungsanlage und zugehörigen Siedlungen sowie kleinere Befestigungen, teils aber auch noch römisch geprägte Städte – im Süden Aquitaniens. Diese Siedlungen und ihr Umland hatten die Westgoten nach dem Tod von Theudeberts Großvater Chlodwig I. (511) wieder in ihren Besitz gebracht. An den erfolgreichen Kämpfen gegen die Westgoten war zeitweilig auch Gunthar, ein Sohn von Theuderichs Halbbruder Chlothar I. beteiligt. Theudebert machte bedeutende Eroberungen und brachte damit die fränkische Expansion in Südwestgallien zum Abschluss; fortan blieb die Grenze zum Westgotenreich weitgehend stabil.
Als König Theuderich I. im Jahr 533 im Sterben lag, ließ er Theudebert laut Gregor von Tours eilig kommen und warnte ihn, er werde, falls er den Vater nicht mehr lebend antreffe, von seinen Onkeln vom Erbe ausgeschlossen werden. Die Warnung war berechtigt, denn erst neun Jahre zuvor hatten Theuderichs Halbbrüder Childebert I. und Chlothar I. nach dem Tod ihres Bruders Chlodomer dessen unmündige Söhne in ihre Gewalt gebracht und getötet, um die Erbansprüche der Kinder des Verstorbenen auszuschließen. Um diesmal einen solchen Ausgang zu verhindern, wollte Theuderich seinen Sohn zum Nachfolger designieren. Er starb jedoch, bevor Theudebert eintraf. Wie erwartet versuchten Childebert und Chlothar, Theudebert von der Nachfolge auszuschließen. Diesmal scheiterten sie jedoch, weil Theudebert bereits erwachsen war und bei seinen „Leuten“ (fränkisch leodes) Unterstützung fand (a leodibus suis defensatus est). Diese „Leute“, die Theudeberts regnum sicherten und gegen seine Onkel verteidigten, wurden von der Forschung früher als Adlige betrachtet. Das geht jedoch aus den Angaben bei Gregor von Tours nicht hervor. Vielmehr ist davon auszugehen, dass die leodes, durch deren Eingreifen die Krise gemeistert wurde, die freien fränkischen Krieger waren.

## Regierung

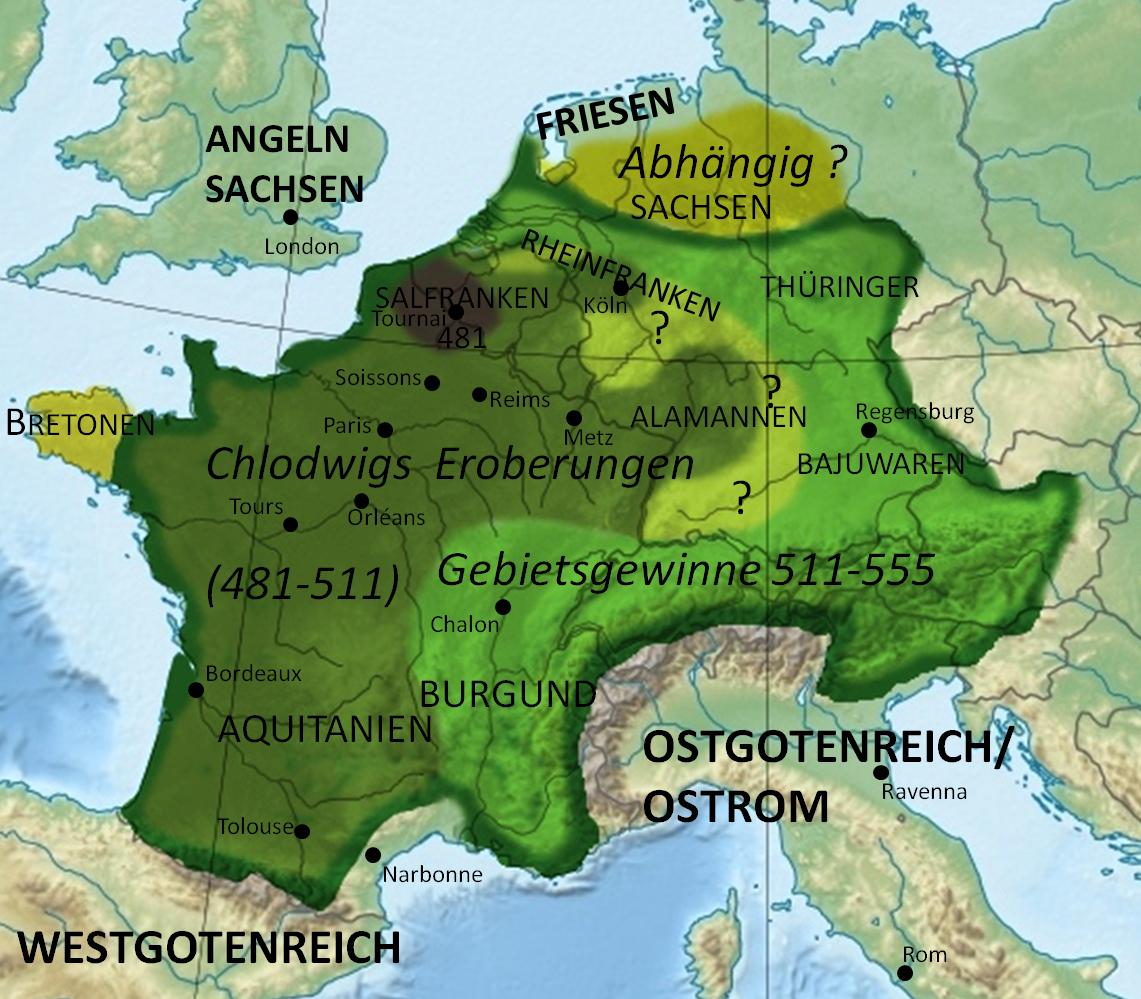
Das Frankenreich am Ende der Regierung Theudeberts, er herrschte allerdings nur über den austrasischen Reichsteil

Da es König Childebert nicht gelungen war, Theudebert auszuschalten, arrangierte er sich mit ihm. Er soll ihn wie einen Sohn behandelt haben, was vielleicht im Sinne einer förmlichen Adoption nach römischem Muster zu verstehen ist. Childebert hatte nämlich keine Söhne und wollte so seine Nachfolge regeln. Das Bündnis der beiden richtete sich gegen Chlothar. Childebert beteiligte Theudebert an der Aufteilung der im Burgundenkrieg eroberten Gebiete.
Gemeinsam gingen die merowingischen Könige dann gegen die Ostgoten vor; diese befanden sich seit 535 im Krieg mit Ostrom (→ Gotenkrieg) und überließen den Merowingern daher freiwillig einige südgallische Gebiete, um nicht an zwei Fronten kämpfen zu müssen. Durch die Annexion der heutigen Provence gewannen die Merowinger erstmals einen direkten Zugang zum Mittelmeer. Doch Theudebert hielt sich nicht an die Vereinbarungen: Im Bündnis mit dem Verband der Langobarden – dazu hatte er Wisigarda geheiratet, die Tochter ihres Anführers – und den Gepiden gewann Theudebert die norischen Provinzen sowie Raetien. Große Teile Venetiens wurden 545 unter Ausnutzung der heftigen Kämpfe zwischen den Ostgoten und dem oströmischen Kaiser Justinian zeitweilig besetzt und geplündert, die Konfrontation mit den Oströmern aber weitgehend vermieden; nur ein einziges größeres Gefecht ist bezeugt. Der oströmische Historiker Prokopios von Caesarea berichtet, dass die fränkischen Truppen zudem bereits 539 barbarisch in Italien gehaust und sogar Menschen dem Flussgott des Po geopfert haben sollen. Die Ostgoten, mit denen die Franken eigentlich verbündet waren, sollten diesen fränkischen Einfall bis zu ihrem Ende nicht vergessen.
Bis zu diesem Zeitpunkt hatten die Merowinger die Oberhoheit des Kaisers akzeptiert und waren formal sogar möglicherweise noch foederati gewesen. Doch nun, als kaiserlicher und fränkischer Machtbereich direkt aneinandergrenzten, änderte sich dies. Theudebert unterstrich sein imperiales Auftreten durch die Annahme kaiserlicher Titel, die Prägung von Goldmünzen mit eigenem Bild (Goldmünzen von Biesenbrow) – ein Privileg, das bislang dem oströmischen Kaiser als dem nominellen Oberherren auch des westlichen Mittelmeerraumes vorbehalten gewesen war – und durch die Ausrichtung von Circusspielen im von ihm eroberten Arles. Damit trat der Frankenkönig selbst wie ein Kaiser auf. Die Bezeichnung dominus noster („Unser Herr“), die er in der Beischrift der Münzen beanspruchte, war in der Tat eigentlich dem Kaiser vorbehalten. Ebenso erklärte er in einem prahlerischen Brief an Justinian, dass er ein Reich beherrsche, welches sich vom Westgotenreich und der Nordsee bis nach Pannonien erstrecke. Inwieweit dies der Realität entsprach, ist strittig. Möglicherweise sollte diese Beschreibung nur die Machtambitionen Theudeberts verdeutlichen, möglicherweise aber ist es ein weiterer Hinweis darauf, dass sich die Sachsen bereits zu dieser Zeit in einem Abhängigkeitsverhältnis zum Frankenreich befanden. Eine direkte militärische Konfrontation mit Kaiser Justinian vermied Theudebert bis zum Schluss, stellte aber gleichzeitig sein Beharren auf eine von Ostrom unabhängige Machtstellung heraus.
Als höchster Hofbeamter diente Theudebert spätestens seit 544 der vornehme Gallorömer Parthenius, der sich durch seine rigorose Steuerpolitik allerdings sehr unbeliebt machte. Als Theudebert Ende 547 oder Anfang 548 starb, wurde sein Sohn Theudebald sein Nachfolger.

## Familie
Theudebert wurde um 531 von seinem Vater mit Wisigarde, einer Tochter des Langobarden Wacho, verlobt. Als er sich jedoch 532 auf dem Feldzug gegen die Westgoten befand, begegnete er Deoteria, einer verheirateten Römerin, die aus einem senatorischen Geschlecht stammte; ihr war die Festung Cabrières anvertraut, die sie Theudebert übergab, nachdem ihr Ehemann nach Béziers geflohen war. Sie wurde Theudeberts Konkubine und Mutter seines einzigen Sohnes Theudebald (Theudowald). Die Verbindung mit Deoteria stieß jedoch auf den Widerstand der Franken, die Theudebert um 537/538 zwangen, Deoteria zu verstoßen und seine Verlobte Wisigard zu heiraten. Bei den Franken, die dem König diese Entscheidung aufzwangen, handelte es sich anscheinend um Krieger, die einen Aufruhr veranstalteten. Unklar ist das Motiv der Franken; möglicherweise handelte es sich um eine ethnisch bedingte Abneigung gegen die Galloromanin. Deoteria hatte aus ihrer ersten Ehe eine erwachsene Tochter, die sie, wie Gregor von Tours berichtet, angeblich ertränkte, weil sie befürchtete, die Tochter könne ihre Rolle als Konkubine Theudeberts übernehmen. Wisigard starb nach kurzer Ehe, und Theudebert schloss eine neue Ehe mit einer unbekannten Frau. Entweder von ihr oder von Wisigard hatte er eine Tochter namens Berthoara.